# Miguel Etzel Maldonado
Miguel Rafael Len Etzel Maldonado (Hidalgo del Parral, Chihuahua, 24 de octubre de 1942 - Chihuahua, Chihuahua, 21 de octubre de 2009) fue un político mexicano, miembro del Partido Revolucionario Institucional, ocupó entre otros cargos los de procurador general de Justicia de Chihuahua y diputado y presidente del Congreso de Chihuahua.
Fue licenciado en Derecho egresado de la Universidad Autónoma de Chihuahua, durante su periodo estudiantil fue presidente de la Sociedad de Alumnos de la Facultad de Derecho y posteriormente se desempeñó com catedrático de la misma institución hasta su fallecimiento. Miembro del PRI desde 1960, partido en el que tuvo una amplia trayectoria, llegando a los cargos de secretario general y presidente del comité estatal, fue procurador general de Justicia de Chihuahua de 1991 a 1992 durante los últimos diez meses de la administración del gobernador Fernando Baeza Meléndez, posteriormente ocupó la secretaría general del comité estatal del PRI de 1993 a 1994 y la presidencia del comité estatal de 1995 a 1996, durante el sexenio del panista Francisco Barrio Terrazas, primera ocasión en que el PRI no ocupaba la gubernatura de Chihuahua, siendo durante este periodo uno de los principales líderes del priismo en la oposición; en 1995 fue elegido diputado al Congreso de Chihuahua en representación del IV Distrito Electoral Local de Chihuahua, en dichas elecciones el PRI recuperó la mayoría en el Congreso y Miguel Etzel fue coordinador de los diputados priista y presidente del Congreso de Chihuahua. En 1998 el gobernador Patricio Martínez García lo nombró director general de Pensiones Civiles del Estado de Chihuahua y en 2002 coordinador de Seguridad Pública de Chihuahua hasta el fin de su gobierno en 2004, posteriormente fue secretario técnico del consejo político estatal y secretario de Acción Electoral del comité estatal del PRI hasta su fallecimiento.
El 20 de octubre de 2009 fue atacado afuera de su domicilio particular en la ciudad de Chihuahua, recibiendo ocho impactos de bala y siendo trasladado a un hospital para su atención médica y ser intervenido quirúrgicamente, sin embargo, falleció a las 02:40 horas del 21 de octubre.